# Erich Wesjohann
Erich Wesjohann (* 2. Juni 1945) ist Gründer und Geschäftsführer der EW Group, dem Weltmarktführer für Geflügelzucht.

## Leben

### Herkunft
Der aus einer bäuerlichen Familie stammende Vater von Erich Wesjohann, Paul Wesjohann (1905–1989), gründete 1932 in Rechterfeld einen Landhandel mit Brüterei.  Erich Wesjohann wurde 1945 als dessen zweiter Sohn geboren. Sein älterer Bruder Paul-Heinz Wesjohann wurde 1943 geboren. Die Eltern brachten außerdem zwei Töchter zur Welt.

### Privates
Erich Wesjohann hat drei Kinder: zwei Söhne Dirk Wesjohann und Jan Wesjohann, die beide ebenfalls in der EW Group aktiv sind, sowie Tochter Anne Wesjohann.

## Unternehmertum

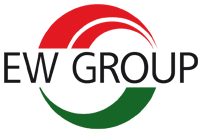
Logo der von Erich Wesjohann gegründeten EW Group, bestehend aus seinen Initialen

Erich Wesjohann trat 1962 als Lehrling in den elterlichen Betrieb ein. 1965 gründete der Vater Paul Wesjohann gemeinsam mit Heinz Lohmann die Brüterei Weser-Ems in Rechterfeld, in dem Erich Wesjohann und sein Bruder Paul-Heinz verantwortliche Positionen übernahmen.
1987 übernahm Erich Wesjohann zusammen mit seinem Bruder Paul-Heinz die Mehrheit an der Lohmann-Wesjohann-Gruppe Lohmann & Co. AG, im Jahr 1997 übernahmen sie die kompletten Anteile.
1998 teilten Erich und Paul-Heinz Wesjohann die Unternehmensgruppe auf: Erich Wesjohann übernahm 180 Millionen D-Mark sowie die Unternehmensbereiche Geflügelzucht, Pilzzucht und Getreidehandel und gründete die EW Group; Paul-Heinz Wesjohann übernahm 200 Millionen D-Mark sowie den Schlachtbetrieb und die Tierfutter- sowie Pharmasparte und gründete die PHW-Gruppe.
Erich Wesjohann ist im Aufsichtsrat der Plukon Food Group, an der er mit der EW Group beteiligt ist.

## Politik
Erich Wesjohann ist Mitglied der CDU. Er war von 1986 bis 2021 Gemeinderatsmitglied in Visbek, davon von 1993 bis Anfang 2021 Vorsitzender der CDU-Fraktion.

## Vermögen
Das US-Magazin Forbes schätzt das Vermögen von Erich Wesjohann 2022 auf 5 Milliarden Euro. Damit belegt Erich Wesjohann Rang 493 der Liste der reichsten Menschen der Welt und Rang 26 der Liste der 500 reichsten Deutschen.

## Kontroversen
Erich Wesjohann stand wiederholt in der Kritik aufgrund von Vorwürfen der Tierquälerei in seinem Unternehmen.
Peter Kossen warf Erich Wesjohann vor zuzulassen, dass Arbeitsmigranten in der Fleischindustrie ausgebeutet werden.